# Polyphaenis meanochrata
Polyphaenis meanochrata är en fjärilsart som beskrevs av Fernandez 1931. Polyphaenis meanochrata ingår i släktet Polyphaenis och familjen nattflyn. Inga underarter finns listade i Catalogue of Life.